# Ngụy trang
Ngụy trang là phương pháp thay đổi ngoại hình, hình dáng của một vật thể để nó trở nên lẫn vào môi trường xung quanh khi quan sát từ bên ngoài. Trong sinh học, đây là hành vi (tập tính) của sinh vật nhằm trốn tránh khỏi khả năng quan sát của đối tượng khác bằng cách ẩn mình trong môi trường xung quanh. Tập tính này có thể giúp sinh vật trốn tránh kẻ thù hoặc dễ dàng hơn trong việc săn mồi. Trong quân sự, ngụy trang là một chiến thuật. Một số ví dụ điển hình của ngụy trang như những đường vằn trên lưng con hổ để lẫn vào trong môi trường là đồng cỏ hay nón lá ngụy trang của người lính để lẫn vào trong môi trường là rừng cây.

## Trong tự nhiên
Trong thiên nhiên, các loài động vật chịu áp lực phải thay đổi để hòa lẫn với môi trường sống hoặc che giấu hình dạng; các động vật bị săn đuổi nhờ đó trốn tránh kẻ săn mồi và động vật săn mồi thì có thể tấn công mà không bị phát hiện. Ngụy trang tự nhiên là một trong những biện pháp đó. Có một số cách để làm điều này. Một là động vật hòa mình vào môi trường xung quanh; cách khác là động vật biến hình thành thứ gì khác hấp dẫn hoặc có vẻ ngoài nguy hiểm. Chẳng hạn như con thằn lằn Anolis caroliensis với khả năng đổi màu da giống hệt môi trường xung quanh chính là minh hoạ cho sự tài tình của tập tính ngụy trang trong tự nhiên.
Luôn có sự tiến hóa liên tục trong khả năng phát hiện sự trá hình, tương tự năng lực ẩn trốn cũng biến đổi luôn luôn. Ở mỗi cặp động vật săn đuổi-trốn tránh, cấp độ tiến hóa trá hình và phát hiện khác nhau. Một số động vật ẩn trốn làm giả chuyển động trong tự nhiên, ví dụ chiếc lá trong gió. Điều này gọi là hành vi ẩn mình theo môi trường. Các động vật khác gắn liền hoặc lấy những vật liệu trong tự nhiên đắp lên thân mình để ẩn náu.

## Hình ảnh

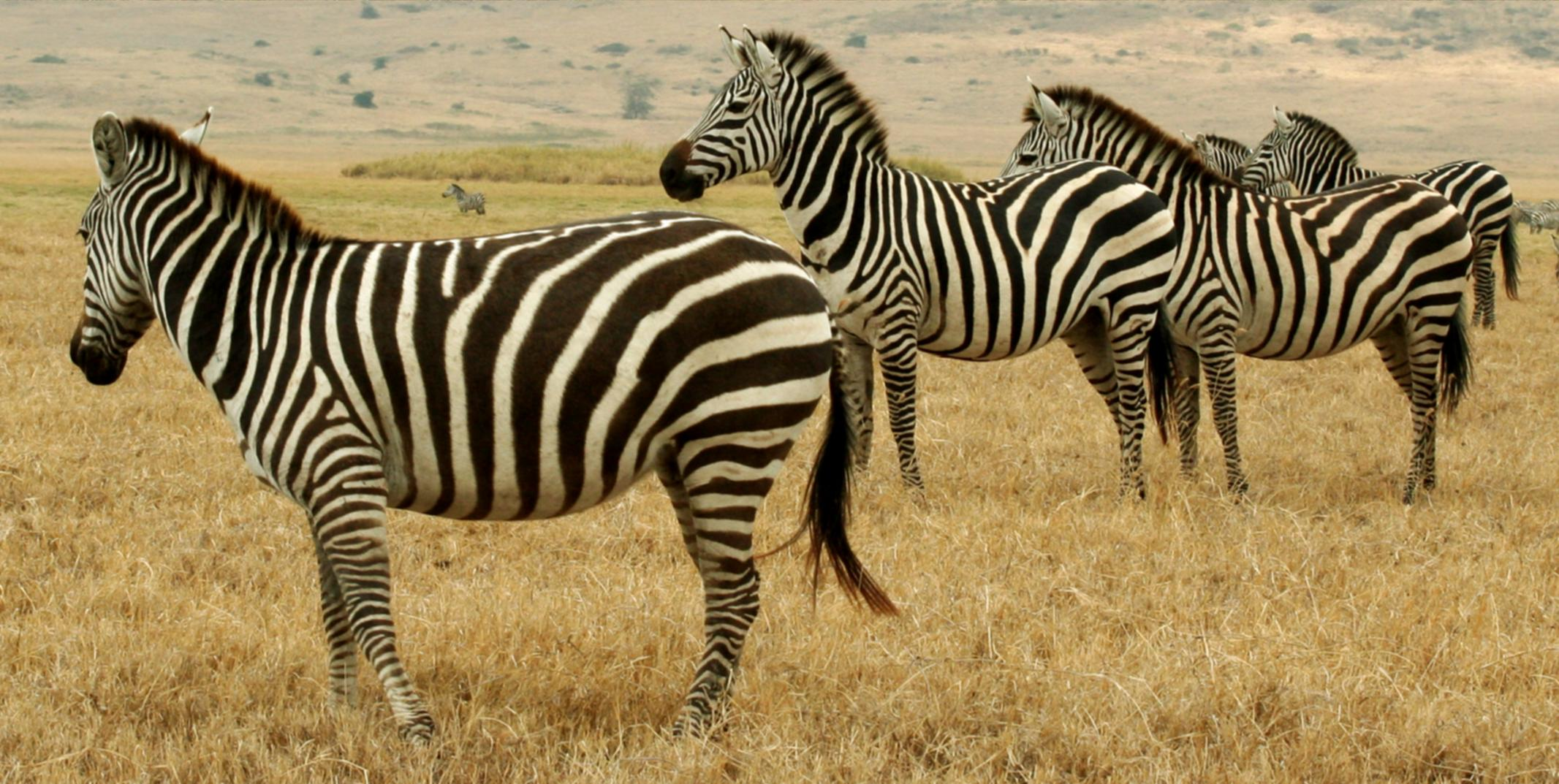
Những vạch đen trên da ngựa vằn khiến rất khó phân biệt từng cá thể.
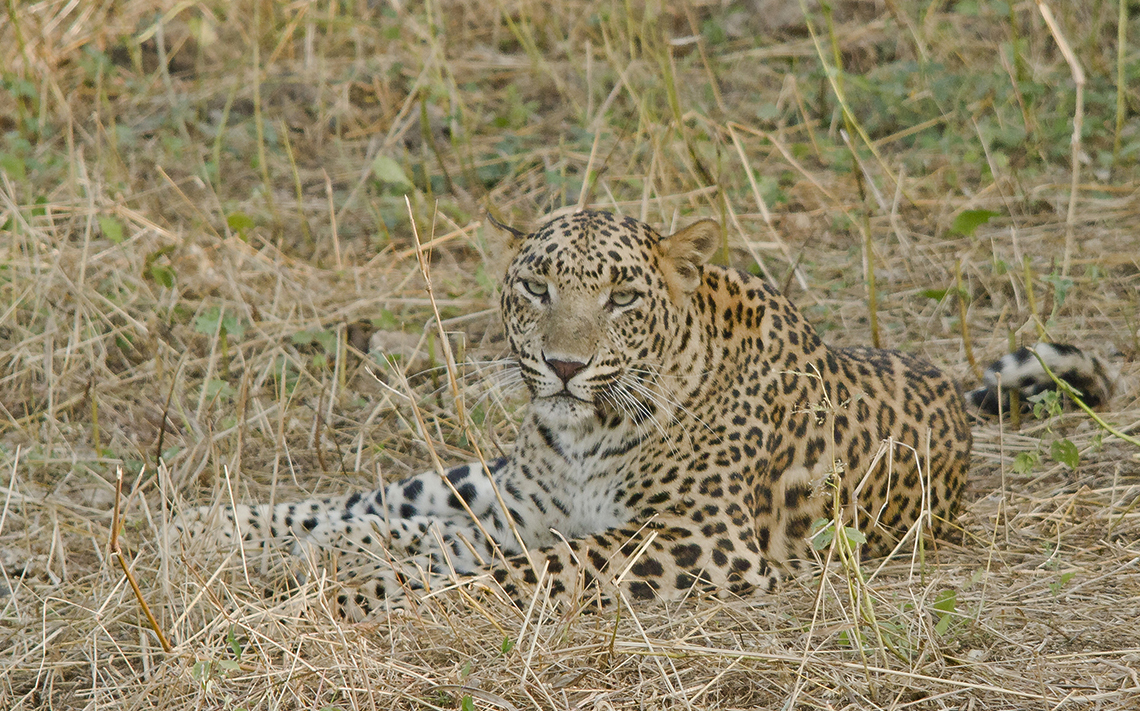
Một con báo hoa mai lẫn trong nền đất
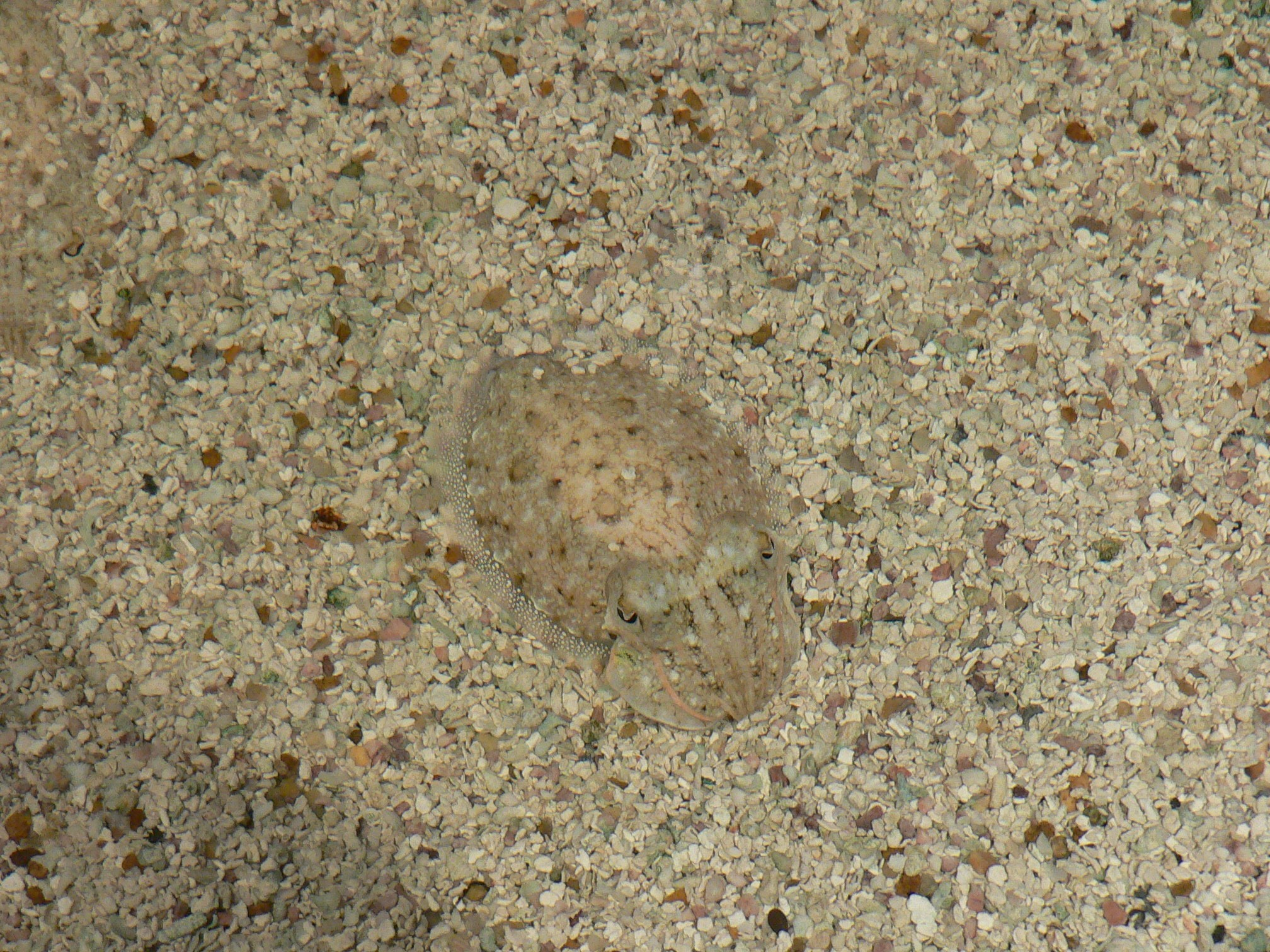
Con mực con trốn trên bề mặt đáy cát.
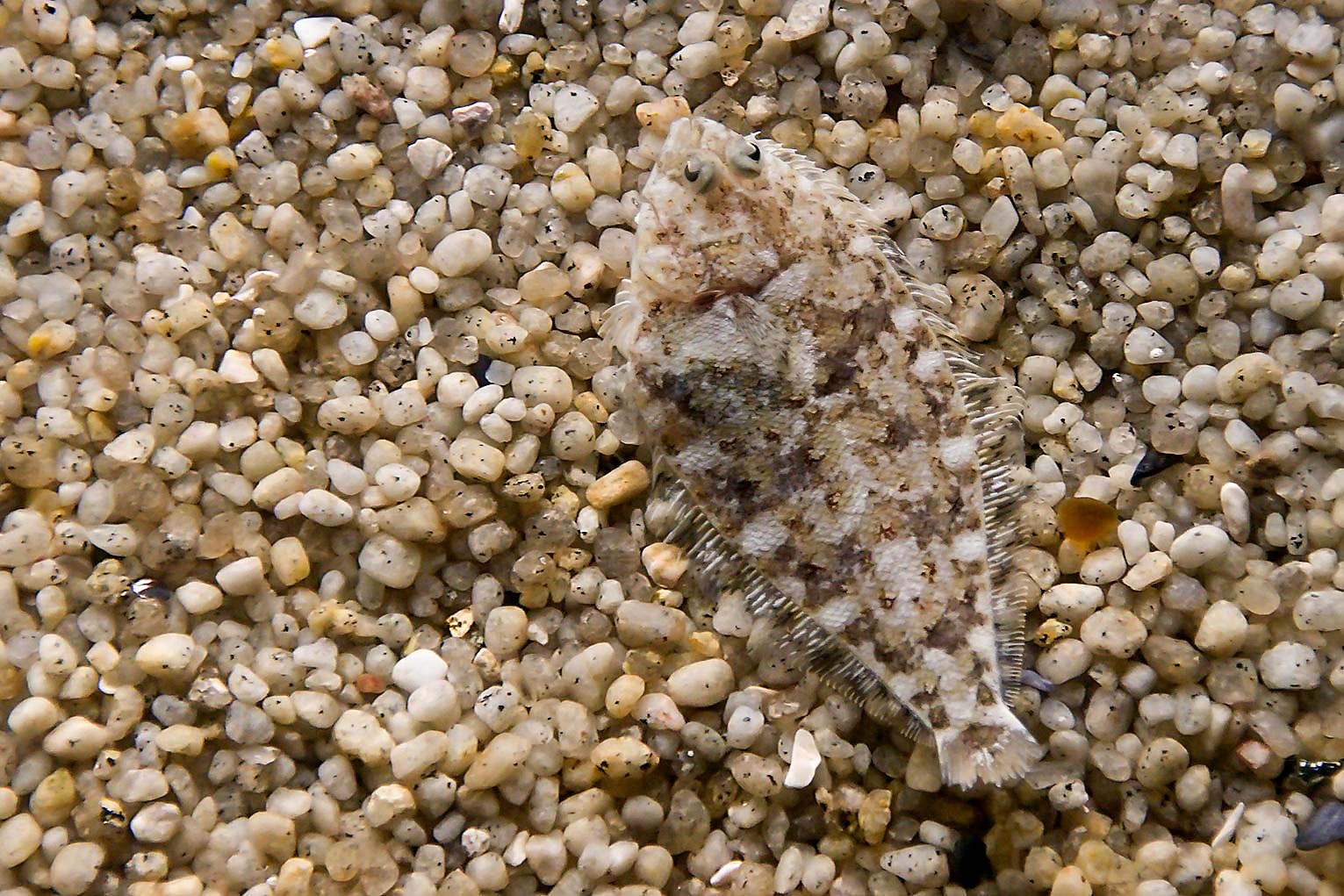
Con cá bơn lẫn với môi trường xung quanh.
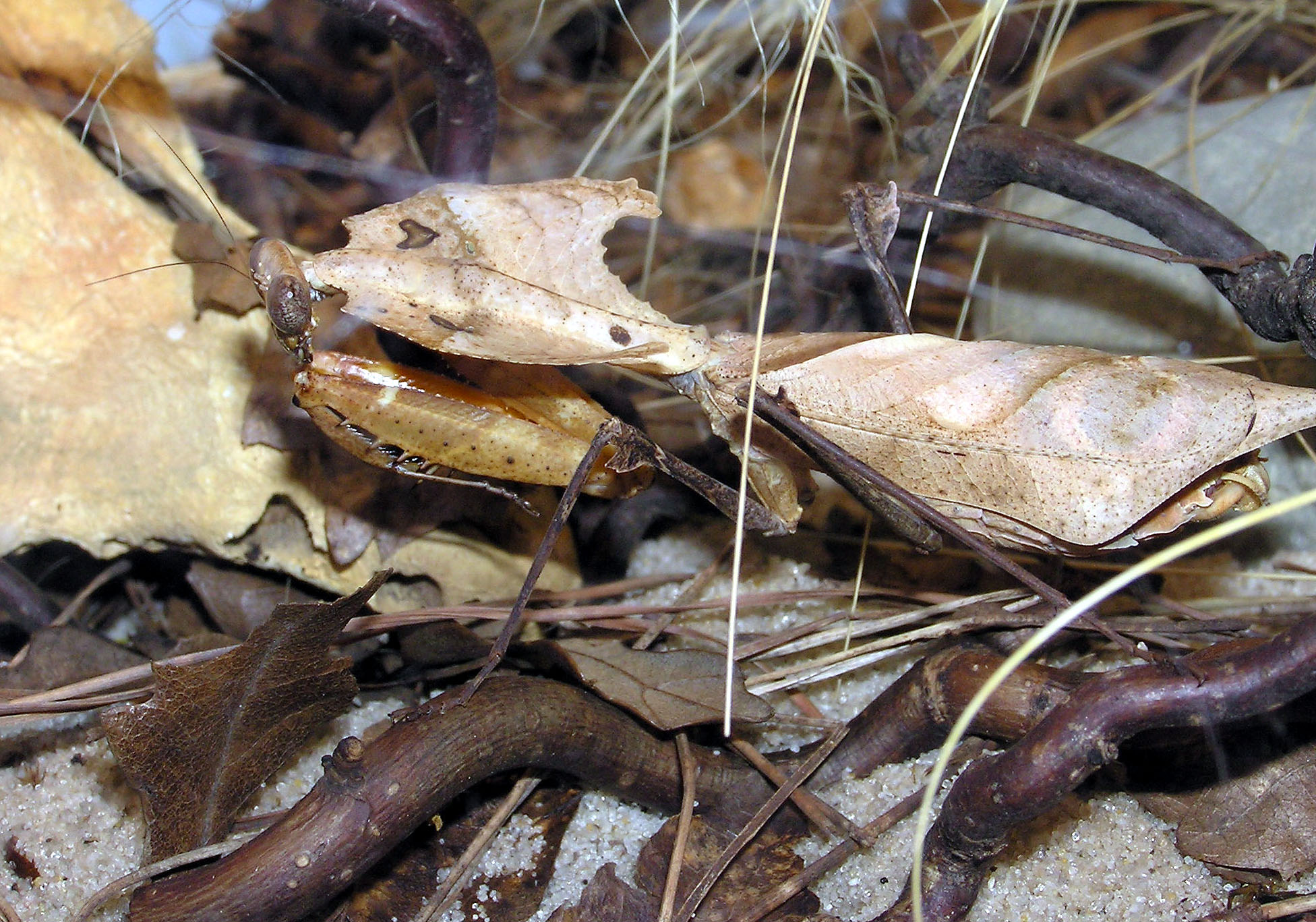
Con bọ ngựa rừng Madagascar.
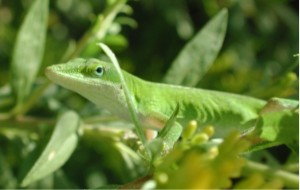
Con thằn lằn xanh này gần như trở thành một phần của cành cây.
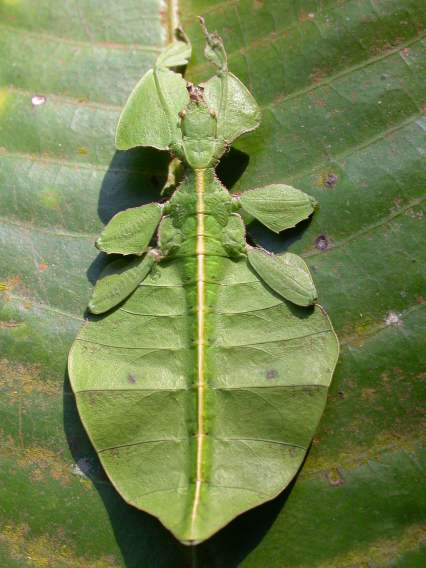
Bọ lá
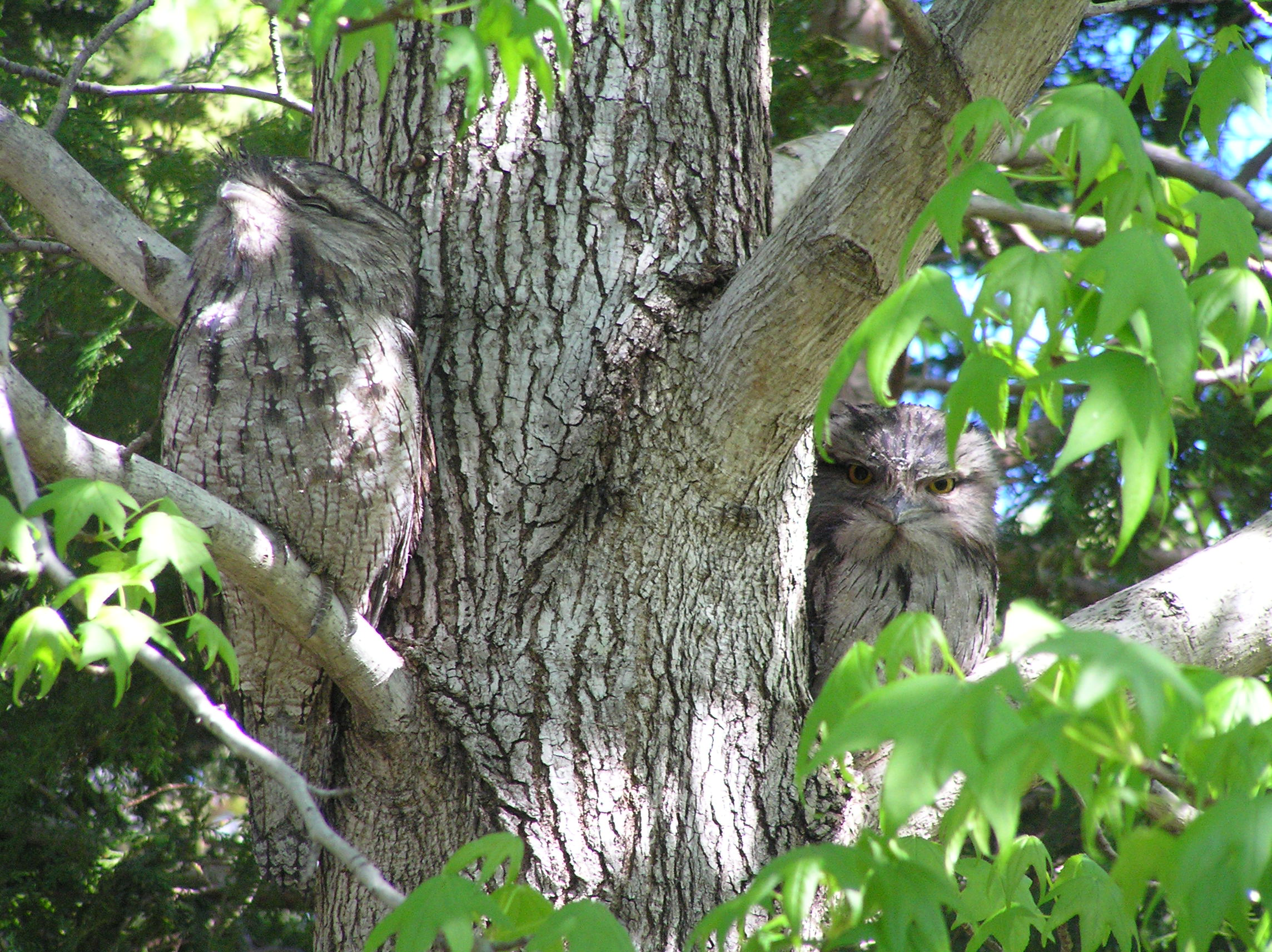
Những con cú ở Australia hòa lẫn với màu của vỏ cây
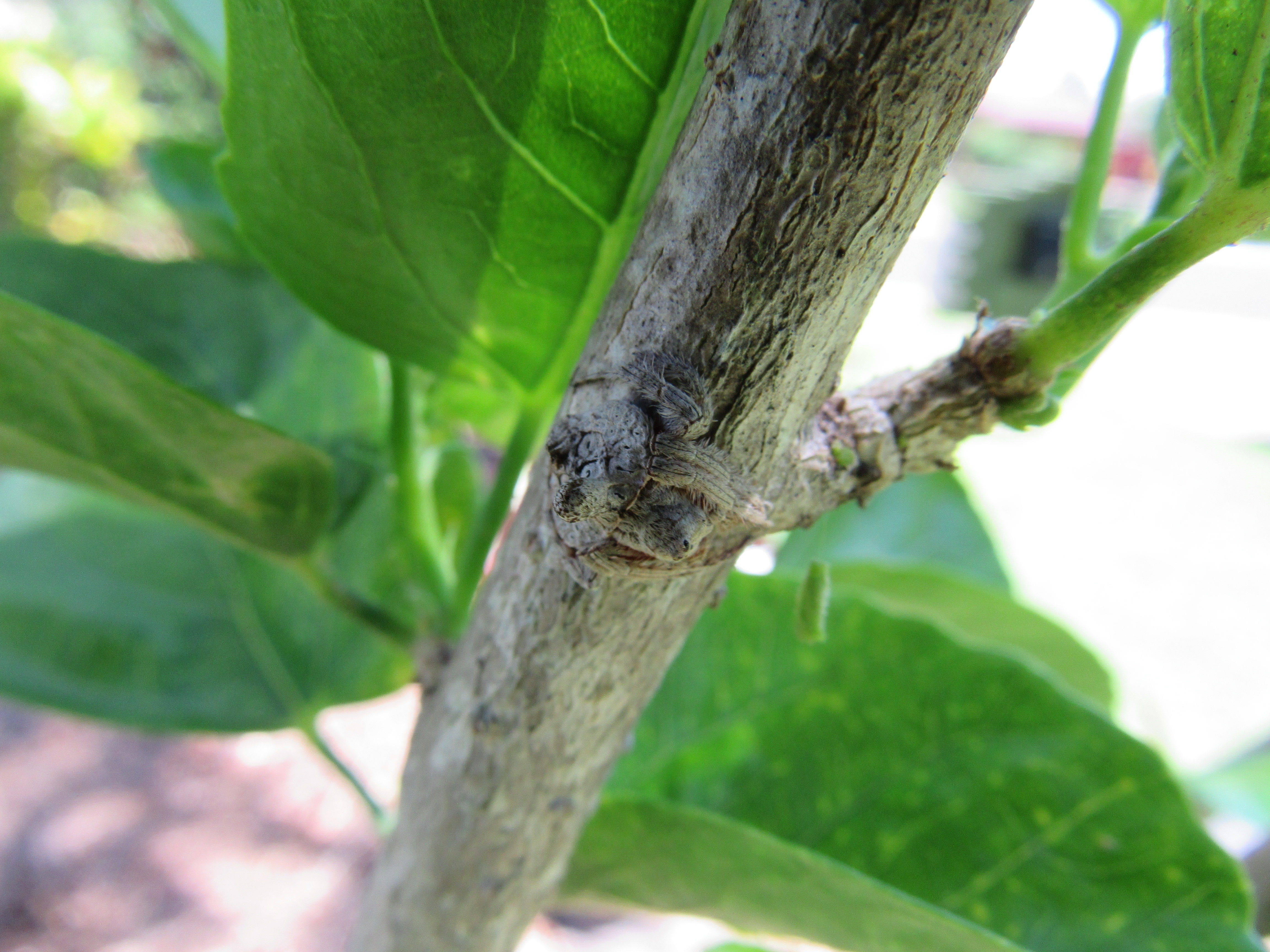
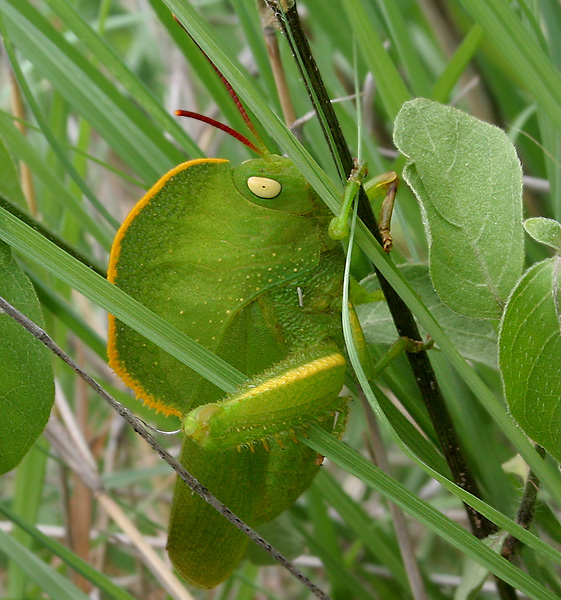
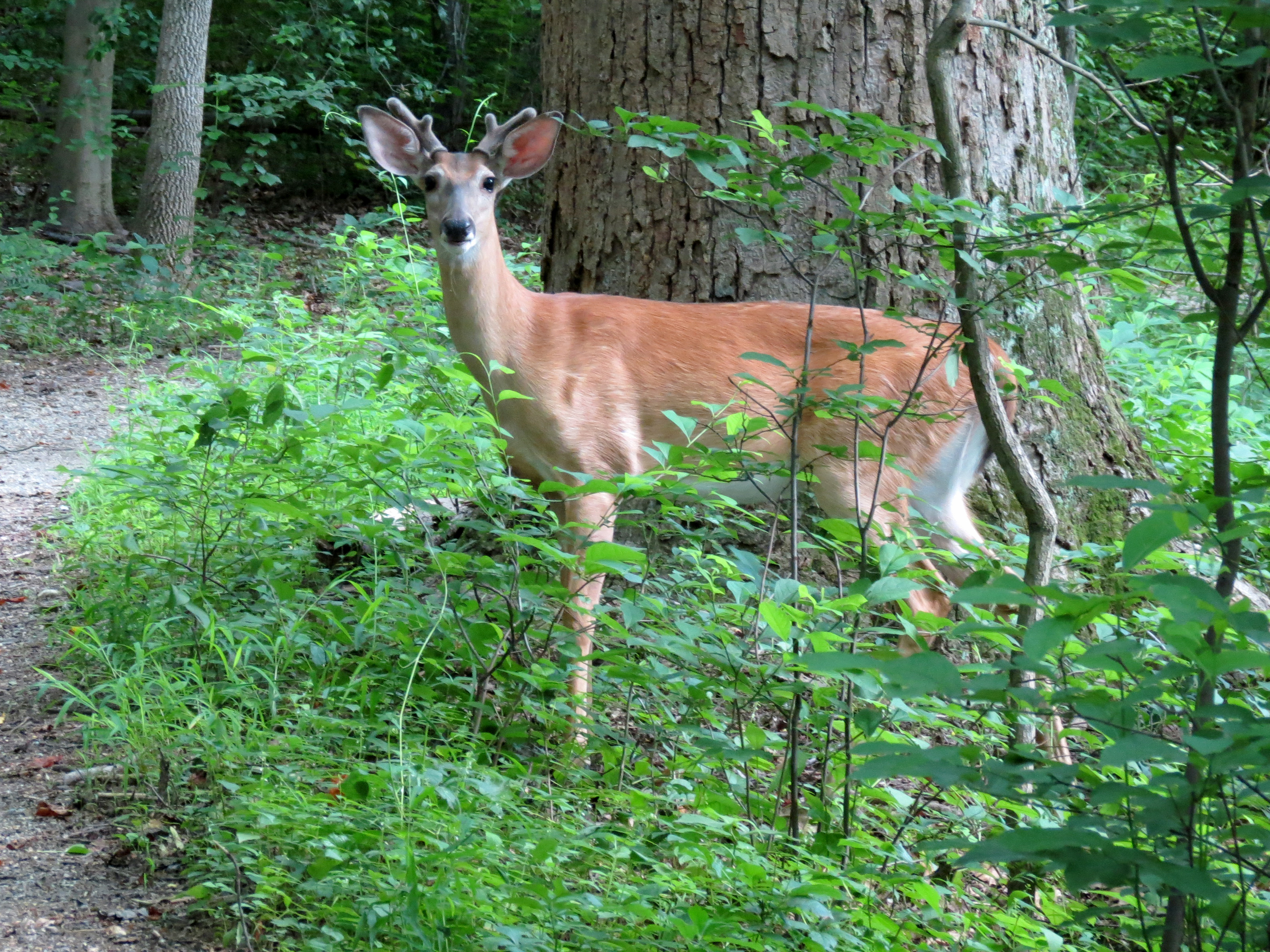
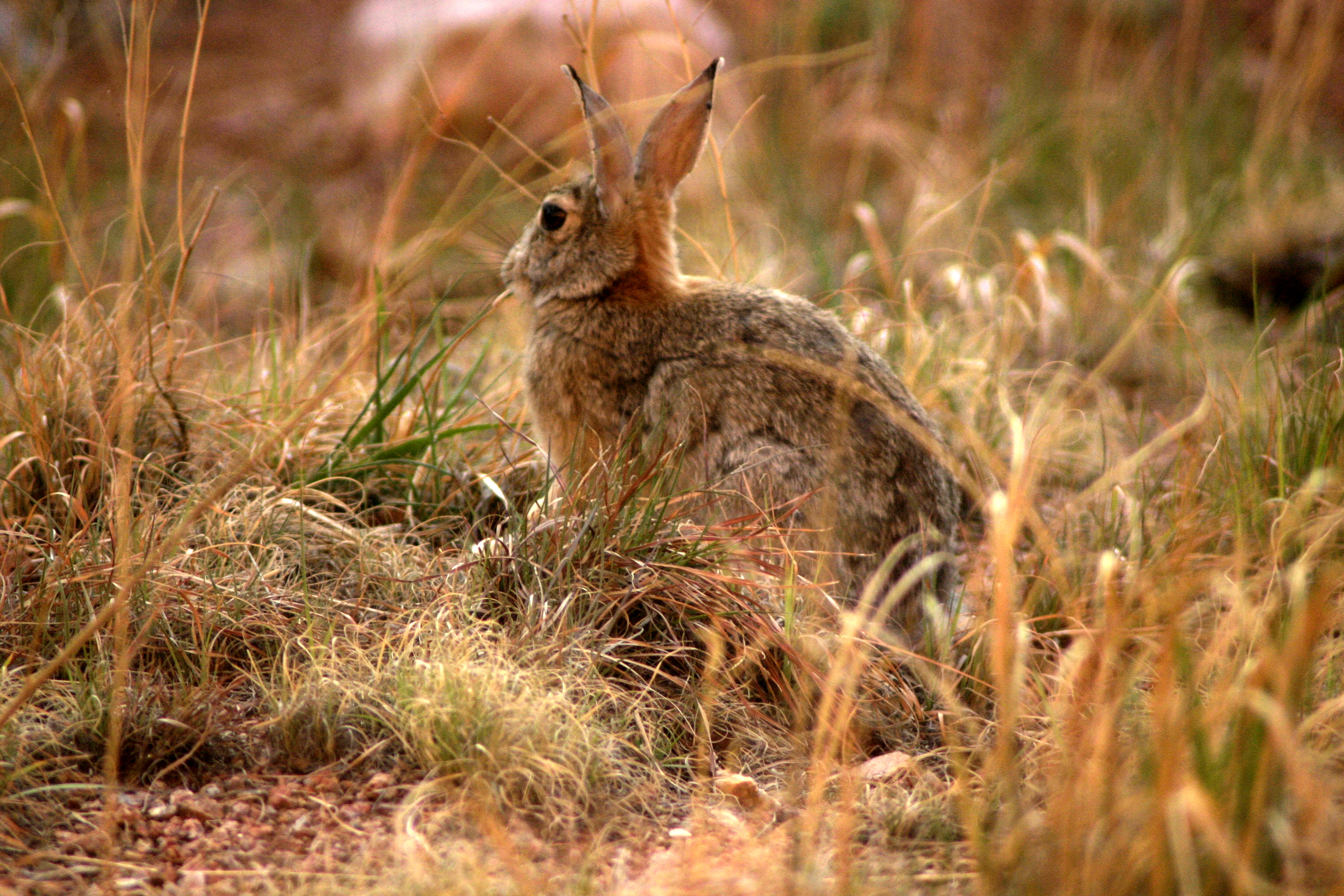
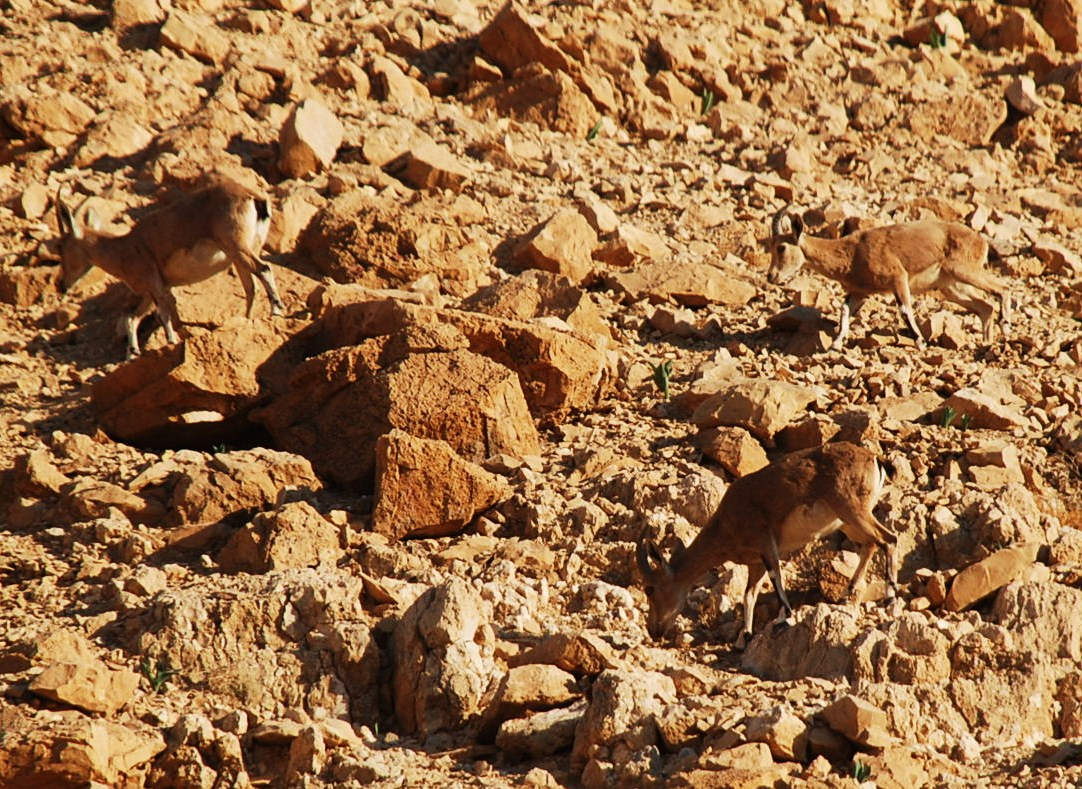

## Trong quân sự

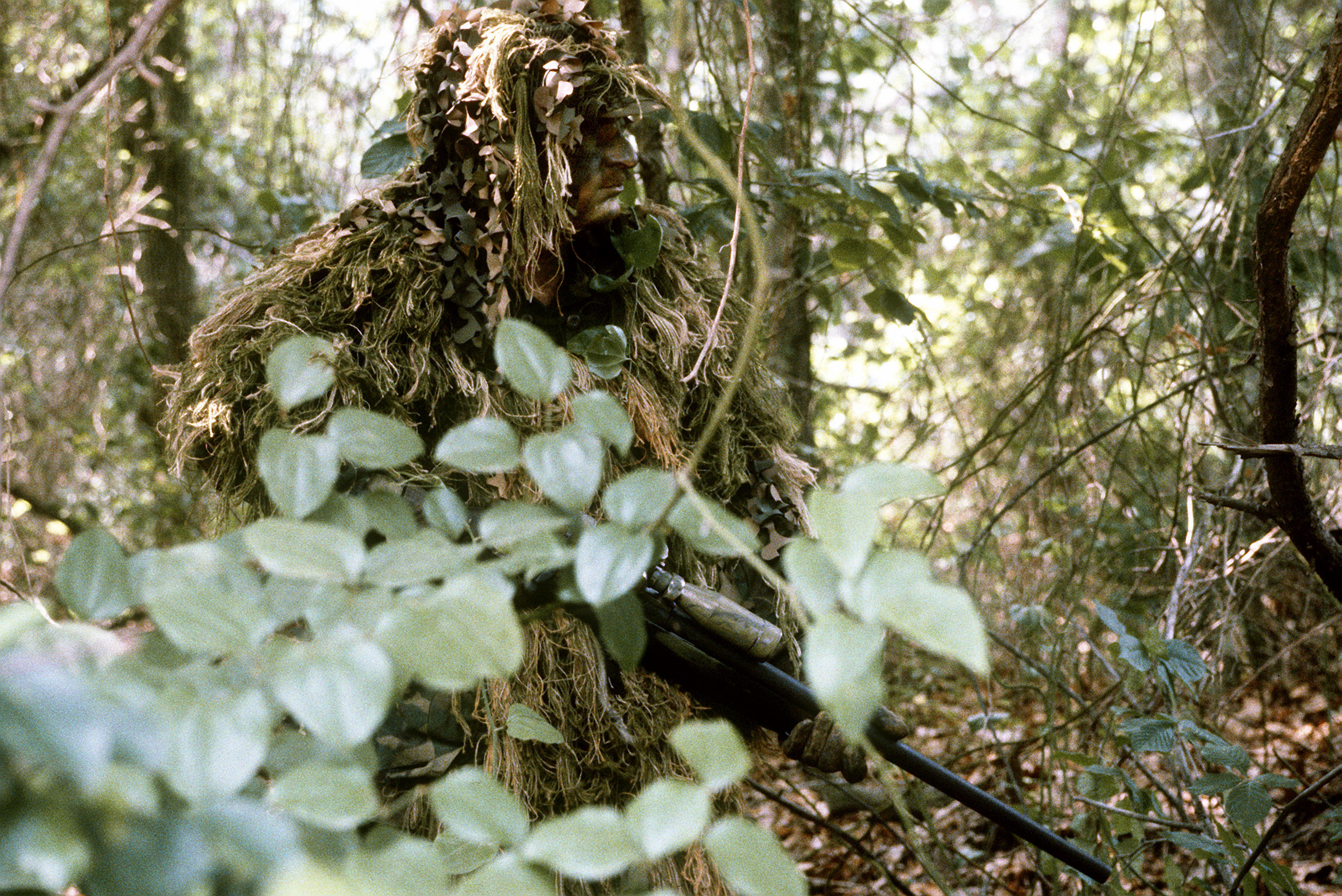
Một xạ thủ bắn tỉa của lực lượng Thủy quân lục chiến Mỹ

Ngụy trang chưa được sử dụng rộng rãi trong những cuộc chiến xa xưa. Các quân đội thế kỷ 19 có xu hướng sử dụng các màu sắc và thiết kế ấn tượng, đậm nét. Những điều này với ý định làm nhụt chí kẻ thù, khuyến khích gia nhập, tăng cường sự hòa nhập hoặc giúp các đơn vị dễ phân biệt nhau. Những đơn vị không chuyên, nhỏ đi tiền phương ở thế kỷ 18 là những người đầu tiên sử dụng những màu tối xỉn nâu và xanh lá cây. Các quân đội lớn vẫn trung thành với màu sắc rực rỡ cho đến khi ưu điểm của quần áo ngụy trang được chứng minh.
Người Anh ở Ấn Độ năm 1857 buộc phải nhuộm các áo bó màu đỏ sang màu trung tính, ban đầu là màu bùn gọi là khaki. Những bộ đồng phục màu trắng vùng nhiệt đới được nhuộm sang màu nhờ nhờ bằng cách nhúng vào chè. Đây chỉ là biện pháp tạm thời, nhưng màu sắc đó trở thành chuẩn mực cho quân độ phục vụ ở Ấn Độ từ những năm 1880. Cho đến chiến tranh Boer lần thứ hai năm 1902, màu nâu xám mới trở thành chiến phục cho toàn quân đội Đế quốc Anh. Ngày nay, quân đội các nước trên thế giới trang bị đồng phục tác chiến cũng như sơn màu các trang thiết bị theo một màu ngụy trang tiêu chuẩn phù hợp với địa hình, địa điểm tác chiến.